# Guaratinga
Guaratinga é um município brasileiro no interior e extremo sul do estado da Bahia, Região Nordeste do país. Ocupa uma área de cerca de 2 190 km², sendo que 2,8 km² estão em perímetro urbano. Sua população foi estimada em 19 049 habitantes em 2022.

## Geografia

### Clima

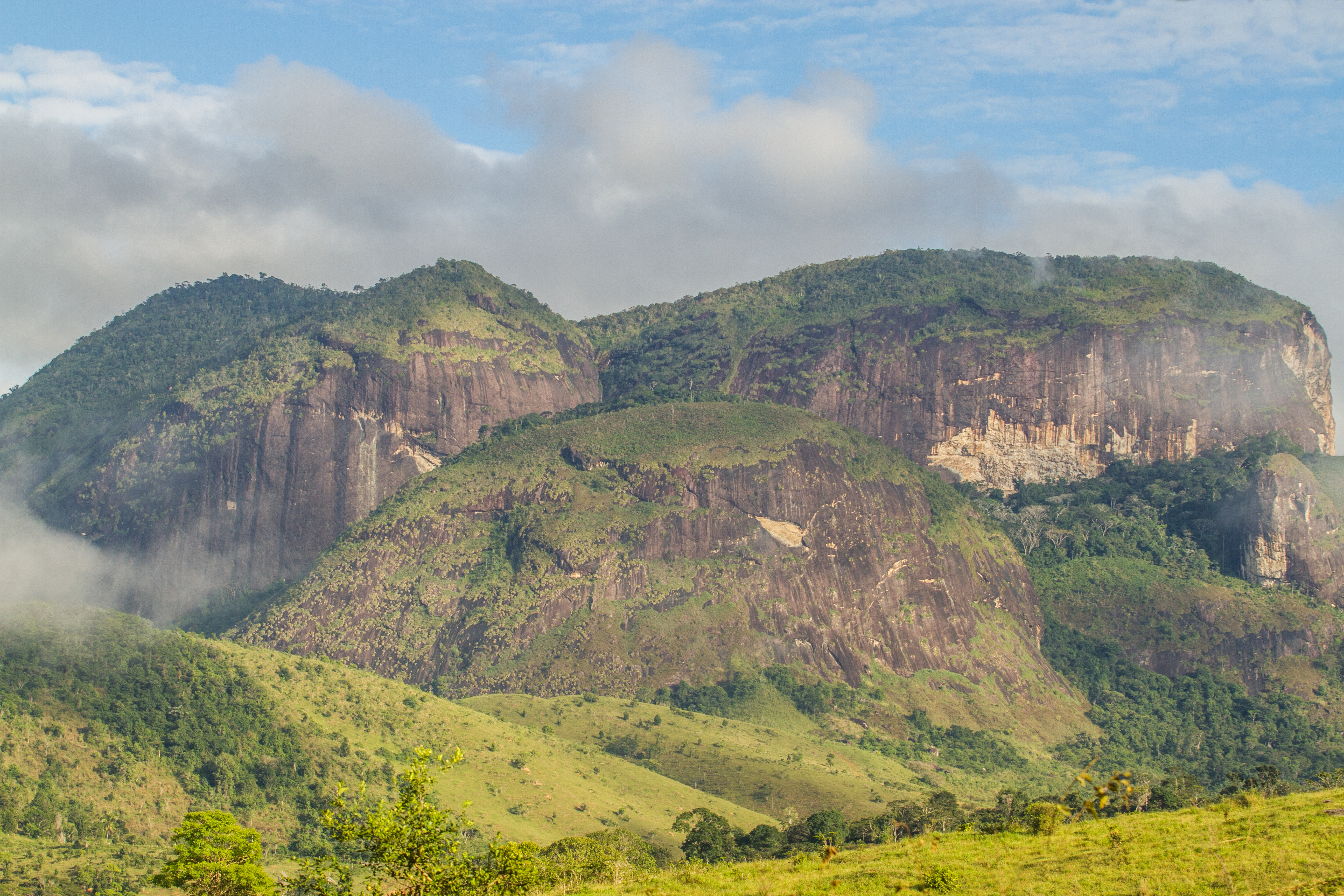
Formações rochosas no Parque Nacional do Alto Cariri

Clima úmido e subúmido, com índice pluviométrico anual de 1 100 milímetros e temperatura média em torno de 24 °C. Segundo dados da estação do Instituto Nacional de Meteorologia (INMET) na cidade, em operação desde setembro de 1973, a menor temperatura registrada em Guaratinga foi de 7,5 °C em 14 de julho de 1987, enquanto a maior atingiu 39,6 °C em 15 de fevereiro de 1994, seguido por 39,6 °C em janeiro de 2016, nos dias 2 e 3.
O maior acumulado de precipitação em 24 horas foi de 153,6 milímetros (mm) em 28 de novembro de 2005. Outros grandes acumulados iguais ou superiores a 100 mm foram 133,7 mm em 30 de novembro de 1995, 119,5 mm em 11 de fevereiro de 1978, 118,6 mm em 21 de maio de 1992, 116,1 mm em 24 de março de 1997, 113,5 mm em 21 de abril de 2023, 105 mm em 9 de dezembro de 2021, 101,3 mm em 20 de março de 1998 e 100 mm em 6 de janeiro de 1980. Dezembro de 2021, com 421,9 mm, foi o mês de maior precipitação.
| Dados climatológicos para Guaratinga                                                           | Dados climatológicos para Guaratinga | Dados climatológicos para Guaratinga | Dados climatológicos para Guaratinga | Dados climatológicos para Guaratinga | Dados climatológicos para Guaratinga | Dados climatológicos para Guaratinga | Dados climatológicos para Guaratinga | Dados climatológicos para Guaratinga | Dados climatológicos para Guaratinga | Dados climatológicos para Guaratinga | Dados climatológicos para Guaratinga | Dados climatológicos para Guaratinga | Dados climatológicos para Guaratinga |
| Mês                                                                                            | Jan                                  | Fev                                  | Mar                                  | Abr                                  | Mai                                  | Jun                                  | Jul                                  | Ago                                  | Set                                  | Out                                  | Nov                                  | Dez                                  | Ano                                  |
| ---------------------------------------------------------------------------------------------- | ------------------------------------ | ------------------------------------ | ------------------------------------ | ------------------------------------ | ------------------------------------ | ------------------------------------ | ------------------------------------ | ------------------------------------ | ------------------------------------ | ------------------------------------ | ------------------------------------ | ------------------------------------ | ------------------------------------ |
| Temperatura máxima recorde (°C)                                                                | 38                                   | 39,6                                 | 39                                   | 37                                   | 34,9                                 | 35,8                                 | 32,4                                 | 34,6                                 | 36,6                                 | 37,2                                 | 38,6                                 | 38                                   | 39,6                                 |
| Temperatura máxima média (°C)                                                                  | 31,8                                 | 32,3                                 | 31,6                                 | 30                                   | 28,3                                 | 27                                   | 26,2                                 | 26,7                                 | 28,1                                 | 29,5                                 | 29,9                                 | 31,2                                 | 29,4                                 |
| Temperatura média compensada (°C)                                                              | 25,9                                 | 26,2                                 | 25,8                                 | 24,9                                 | 23,4                                 | 22,1                                 | 21,3                                 | 21,4                                 | 22,6                                 | 23,7                                 | 24,6                                 | 25,4                                 | 23,9                                 |
| Temperatura mínima média (°C)                                                                  | 21,8                                 | 21,9                                 | 21,9                                 | 21,1                                 | 19,6                                 | 18,4                                 | 17,6                                 | 17,5                                 | 18,6                                 | 20                                   | 21                                   | 21,6                                 | 20,1                                 |
| Temperatura mínima recorde (°C)                                                                | 15,3                                 | 17                                   | 17,1                                 | 15,6                                 | 10,9                                 | 11,4                                 | 7,5                                  | 11                                   | 12,5                                 | 10,8                                 | 11,5                                 | 15,3                                 | 7,5                                  |
| Precipitação (mm)                                                                              | 101,2                                | 83,7                                 | 131,6                                | 102,8                                | 68                                   | 60,3                                 | 66,8                                 | 51,9                                 | 50                                   | 88,8                                 | 170,2                                | 148,9                                | 1 124,2                              |
| Dias com precipitação (≥ 1 mm)                                                                 | 10                                   | 9                                    | 12                                   | 11                                   | 9                                    | 9                                    | 12                                   | 9                                    | 9                                    | 10                                   | 12                                   | 11                                   | 123                                  |
| Umidade relativa compensada (%)                                                                | 75,2                                 | 74,7                                 | 76,9                                 | 79,4                                 | 79,9                                 | 81,3                                 | 81,9                                 | 79,3                                 | 77,2                                 | 76,5                                 | 78,7                                 | 76,5                                 | 78,1                                 |
| Insolação (h)                                                                                  | 218,9                                | 212,2                                | 213,8                                | 196,6                                | 187,1                                | 172,5                                | 176                                  | 177,4                                | 177,8                                | 174,2                                | 157,2                                | 196                                  | 2 259,7                              |
| Fonte: INMET (normal climatológica de 1991-2020; recordes de temperatura: 09/09/1973-presente) |                                      |                                      |                                      |                                      |                                      |                                      |                                      |                                      |                                      |                                      |                                      |                                      |                                      |